# Anders Brohm
Anders Brohm, född 7 april 1668 i Jakob och Johannes församling, död 14 juni 1714 i Jakob och Johannes församling i Stockholm var en svensk landskamrerare och överkommissarie. Han var son till hovfuriren Wellam Andersson Brohm (död 27 december 1695) och Catharina Johansdotter.
Brohm var i början av 1690-talet kammarskrivare på Stockholms slott.
Brohm flyttade till Gävle och ägde 1704 en gård i Gävle vid Söderport, på västra sidan av Storgatan (södra Kungsgatan), gentemot denna låg en källartomt som han också ägde. På denna källartomt kom senare det gamla operahuset att uppföras som blev Gävles första teaterbyggnad. 

## Affärsmannen Brohm
Brohm var en av ägarna som beställde det stora skeppet Viktoria som byggdes 1709. Dess kapacitet var 260 ton med en längd av 121,5 fot och en bredd av 28,75 fot. Andra ägare var Peter Almgren, Peter Strömbäck, Johan Hammar och Caspar Bahde. Den 29 oktober 1710 sålde en engelsman, Thomas Atkinson 1/16 andel i fartyget till Peter för 1.275 daler kopparmynt. 
Brohm hade även affärer med bergsfogde Johan Röök på Oslättfors bruk, bland annat var hälften av den nya hammaren (en hammare som Röök 1701, fått bergskollegiets privilegium för) pantsatt till överkommissarie Anders Bohm.
När Brohm dött efterlämnade han stora skulder, vilka behandlades av rådhusrätten långt efter hans död. 3 maj 1718 gör Gävle en kraftansamling för att reda ut affärerna efter Anders Brohm. Protokollet är på 38 tättskrivna sidor.
Bakgrunden till de stora skulderna och konkursen var att Brohm år 1713 mötte de största och mest stressande händelsen i sitt vuxna liv, där Peter Depken, som var en inflytelserik uppbördsman i Gävle spelade huvudrollen. Depkens tjänst som sådan tycks ha motsvarat en kassör/bank-liknande tjänsteman som tog in pengar och betalade ränta. 
Brohm och den förmögne köpmannen Peter Strömbäck hade skrivit på garantier som Depkens borgensmän, vilket försäkrade att de skulle svara för och täcka eventuella förluster som just myndighetsmissbruk. När Depken dog 1713 saknades 10.000 Daler silvermynt i byråns kassa, en enorm summa på den tiden. Eftersom Depken var pank och då Brohm och Strömbäck var borgensmän, uppmanades de att täcka hela beloppet kontant för “Depkens otillbörliga brist” och deras egendom begärdes som säkerhet 16 december 1713. 
1714 ålades Brohm och Strömbäck att upprätta en förteckning över sina tillgångar och i november 1715 lades en kvarstad med 5000 daler på vardera (med kvarstad menas att egendom inte får säljas). För att ytterligare komplicera det hela dog Brohm i mitten av affären och hela frågan hamnade i en utdragen rättslig tvist mellan Brohms sterbhus, Strömbäck och kronan.

## Familj
Brohm var gift 25 oktober 1691 i Norrtälje stad med Maria Korsberg. Brohm var far till kronofogde Eric Brohm och han är stamfader till släkten Brydolf.

## Källförteckning
- Jakob och Johannes kyrkoräkenskaper 1714 14 och 23 juni.
- Svea hovrätt Advokatfiskalens arkiv, rådstugurätters renoverade domböcker 1718-1719, E XI d:234 (Riksarkivet)
- Valbo C:1 (1688-1740) s.246
- http://www.gavledraget.se/Peter_StrombackI_1664.htm
- http://www.hillehembygd.se/artiklar/Oslattfors_bruk_300_ar_1996.pdf